# 12075 Legg
12075 Legg eller 1998 FX69 är en asteroid i huvudbältet som upptäcktes den 20 mars 1998 av LINEAR i Socorro County, New Mexico. Den är uppkallad efter Tiffany Amelia Legg.
Asteroiden har en diameter på ungefär 7 kilometer och den tillhör asteroidgruppen Nysa.